# Musikjahr 1622
Liste der Musikjahre

◄◄ | ◄ | 1618 | 1619 | 1620 | 1621 | Musikjahr 1622 | 1623 | 1624 | 1625 | 1626 | ► | ►►

Weitere Ereignisse
Dieser Artikel behandelt das Musikjahr 1622.

## Ereignisse

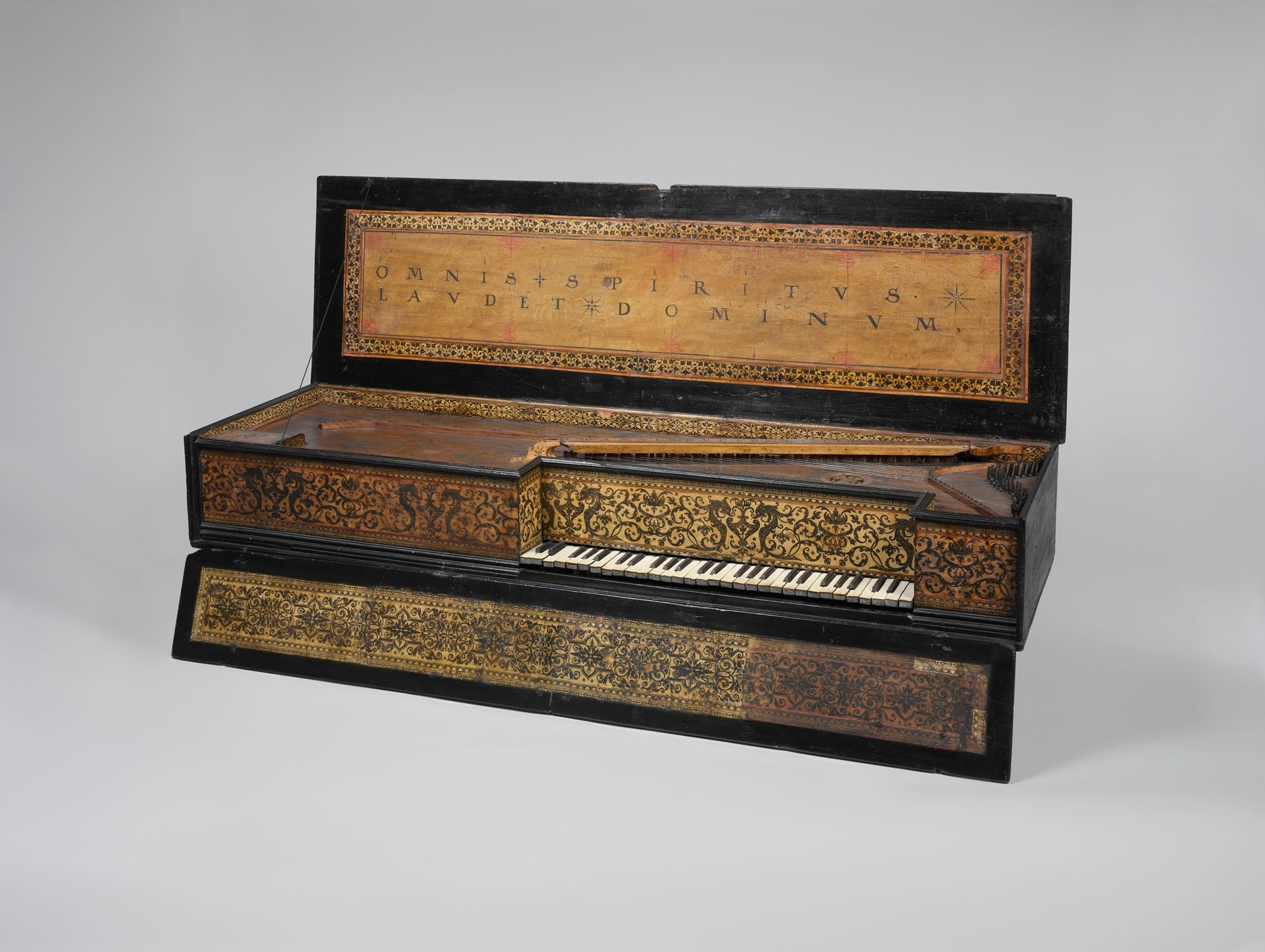
Muselar Virginal von Joannes Ruckers, 1622

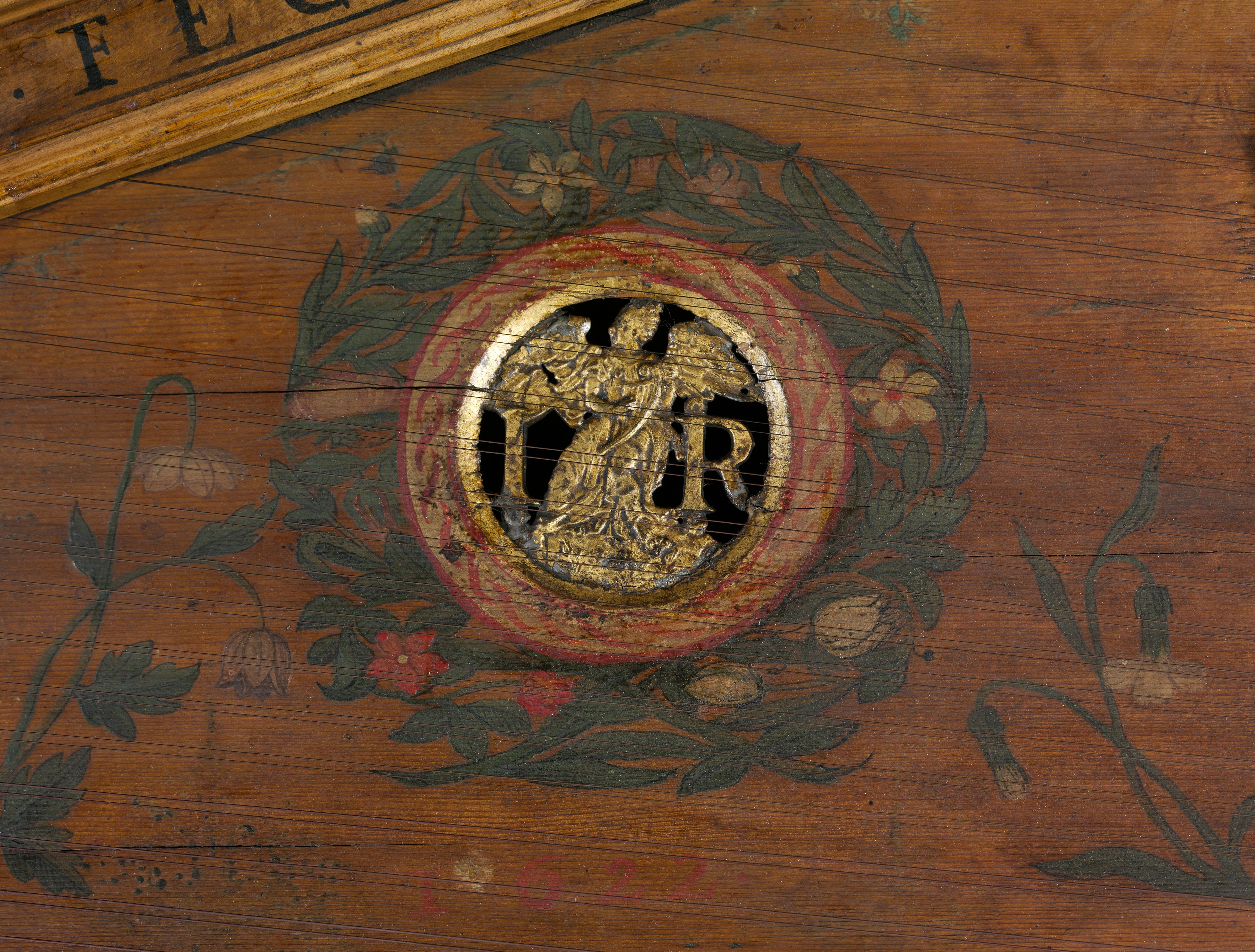
Muselar Virginal (Detail) von Joannes Ruckers, 1622

- Wahrscheinlich 6. Januar: The Masque of Augurs, geschrieben von Ben Jonson und entworfen von Inigo Jones, wird im Whitehall Palace aufgeführt, wahrscheinlich um die Raunacht zu feiern. Die Masque enthält Musik von Alfonso Ferrabosco der Jüngere und Nicholas Lanier (aber nur ein Lied von Lanier ist erhalten).
- Stefano Bernardi tritt 1622 die Nachfolge Antonio Cifras als Hofkapellmeister des Bischofs von Breslau und Brixen, Erzherzog Karl, in dessen Residenz im schlesischen Neisse an.
- William Brade wirkt von 1620 bis 1622 in Kopenhagen und ab 1622 auf Schloss Gottorf.
- Der Lautenist Jacques Gaultier beginnt seine Korrespondenz mit dem Komponisten Constantijn Huygens.
- Géry de Ghersem hat als Priester mehrere Pfründen, und zwar in Brüssel, in Mons sowie ab 1622 an St. Jacques in Coudenberg.
- Peter Philips, der nach dem Tode seiner Frau und seiner Kinder in den geistlichen Stand getreten und 1601 oder 1609 zum Priester geweiht worden war, erhält in der Folge ein Kanonikat in Soignies (1610), und ein weiteres in Béthune (1622 or 1623).
- Salamone Rossi, der 1587 bei Vincenzo I. Gonzaga am Hof von Mantua anfangs als Sänger und Geiger angestellt wurde und zum Kapellmeister aufstieg, behält die Stelle als Geiger bis 1622.
- Thomas Simpson ist von 1622 bis 1625 in Kopenhagen am Hof des dänischen Königs Christian IV. tätig, mit einer verhältnismäßig hohen jährlichen Besoldung von 350 Talern.

## Instrumental- und Vokalmusik (Auswahl)
- Costanzo Antegnati – 2 Tänze, in: Amoenitatum
- Adriano Banchieri – Vivezze di flora e primavera, op. 46 (Venedig): Bartolomeo Magni (Kantaten zu fünf Stimmen mit Cembalo oder Theorbe)
- Giacinto Bondioli
  - Salmi Intieri brevemente Concertati a Capella e con l’Organo, op. 4, Venedig: Bartolomeo Magni für Gardano
  - Soavi fiori colti nel ameno giardino, op. 5, Venedig: Bartolomeo Magni (Sammlung geistlicher Musik für zwei Stimmen und Basso continuo)
- Christoph Demantius
  - Deliciae & Divitiae Conjugales, Ehestandes Lust und Reichthumb (Wer eine Haußfrau hat, der bringt sein Gut) zu sechs Stimmen, Freiberg: Georg Hoffmann (Epithalamium zur Hochzeit von Matthaeus Heinrich und Justitia)
  - Dialogus sponsi et sponsae cum voto Nuptiali zu sechs Stimmen, Freiberg: Georg Hoffmann, (Epithalamium zur Hochzeit von Johann Caspar und Victoria am 6. Mai 1622)
- Ignazio Donati – Messen zu vier, fünf und sechs Stimmen, Venedig: Alessandro Vincenti
- Giacomo Finetti – Corona Mariae zu vier Stimmen, fünftes Buch, Venedig: Bartolomeo Magni für Gardano (Sammlung von Motetten)
- Melchior Franck
  - Laudes Dei vespertinae, Teile I bis IV zu vier, fünf, sechs und acht Stimmen, Coburg: Andreas Forckel für Salomon Gruner (Sammlung von Magnificats)
  - Musicalischer Grillenvertreiber zu vier Stimmen, Coburg: Andreas Forckel für Salomon Gruner (Sammlung von Quodlibets)
  - Der schöne Trostspruch Johannis 3. Sic Deus dilexit mundum, &c. zu fünf Stimmen, Coburg: Andreas Forckel (Beerdigungsmotette)
  - Epicedium, Ausz den trostreichen Worten desz H. Apostels Pauli in der 2. Timoth. 4. zu sechs Stimmen, Coburg: Andreas Forckel (Motette zur Beerdigung von Herzog Friedrich von Sachsen-Weimar)
- Marco da Gagliano – zweites Buch der Motetten zu ein bis sechs Stimmen, Venedig: Bartolomeo Magni für Gardano
- Vinko Jelić – Parnassia militia zu einer, zwei, drei und vier Stimmen oder Instrumente mit Basso continuo, op. 1, Straßburg: Paul Lederz
- Carlo Milanuzzi
  - Litanie della Beata Vergine zu vier und acht Stimmen mit Basso continuo, op. 5, Venedig: Alessandro Vincenti
  - Armonia sacra zu fünf Stimmen und Basso continuo, op. 6, Venedig: Alessandro Vincenti
  - erstes Buch der ariose vaghezze für Sologesang und Begleitung, op. 7, Venedig: Bartolomeo Magni
  - zweites Buch der ariose vaghezze für Sologesang und Begleitung, op. 8, Venedig: Alessandro Vincenti
- Pomponio Nenna – Sacrae hebdomadae responsoria zu fünf Stimmen mit Basso continuo, Rom: Giovanni Battista Robletti (posthum veröffentlicht)
- Salamone Rossi – Il quarto libro de varie sonate, sinfonie, gagliarde, branle, e corrente per sonar due violini, et un chittarone o altro stromento simile
- Thomas Tomkins – Songs Of 3. 4. 5. and 6. parts; darin: Too much I once lamented (seinem „alten hochverehrten Lehrer William Byrd“ gewidmet)

## Musiktheater
- Francesca Caccini – Il martirio di Sant’Agata, Florenz (Intermedium, Libretto: Jacopo Cicognini, einzelne Teile erhalten)

## Musiktheoretische Schriften
- Samuel Mareschall – Melodiae suaves et concinnae psalmorum […] In usum Claßis Octavae et Nonae Gymnasij Basileensis […] Adjectae sunt in calce huius libelli brevißima Musices rudimenta, Basel

## Geboren

### Geburtsdatum gesichert
- 24. September: Georg Händel, Vater von Georg Friedrich Händel († 1697)

### Genaues Geburtsdatum unbekannt
- James Clifford, englischer Priester und Musiker († 1698)
- Gaspar de Verlit, flämischer Komponist († 1682)

## Gestorben

### Todesdatum gesichert

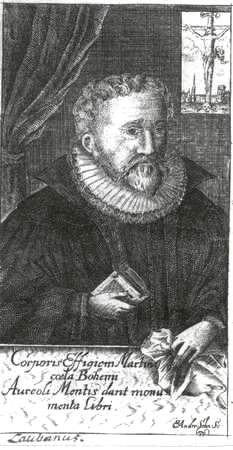
Martin Behm; † 5. Februar

- 05. Februar: Martin Behm, deutscher Schriftsteller und Verfasser von Kirchenliedern (* 1557)
- 11. Februar: Alfonso Fontanelli, italienischer Komponist, Schriftsteller, Diplomat, Höfling und Adliger (* 1557)
- 18. Oktober: Arcangela Paladini, italienische Malerin, Sängerin und Dichterin (* 1596)
- 26. Oktober: Sebastián de Vivanco, spanischer Komponist (* um 1550)
- 22. November: Nikolaus Rost, deutscher Kantor, Komponist und Theologe (* um 1542)
- 00. November: Giovanni Battista Grillo, italienischer Organist und Komponist (* um 1570)
- 13. Dezember: Jan Campanus Vodňanský, tschechischer Schriftsteller, Komponist und Dichter (* 1572)

### Genaues Todesdatum unbekannt
- Friedrich Weißensee, deutscher Komponist (* um 1560)

### Gestorben um 1622
- Jakob Haßler, deutscher Komponist (* 1569)